# Casa del Foment
La Casa del Foment és una casa de Sant Martí de Maldà, al municipi de Sant Martí de Riucorb (Urgell) inclosa a l'Inventari del Patrimoni Arquitectònic de Catalunya. Aquesta casa funcionava inicialment com a cooperativa.

## Descripció
És una casa restaurada per reformar-la com a centre d'una Societat cultural i Recreativa. La façana d'aquesta casa en la part baixa es troba coberta o protegida per un alt sòcol format per plaques cimentades verticals que deixen dues obertures a les portes, cobertes per arcs escarsers. Aquestes portalades bessones són d'una gran alçada, gairebé s'encavalquen just a sota dels balcons simètrics construïts en el segon pis d'aquesta casa de principis de segle. Aquests balcons mantenen les baranes de perfil ondulant pròpies de l'època. Els murs de la casa de Foment són de pedra tallada irregularment. Finalment, el tercer pis és cobert amb una coberta plana que fa a la vegada de pati exterior.